# Haliotis dalli
Haliotis dalli är en snäckart som beskrevs av Henderson 1915. Haliotis dalli ingår i släktet Haliotis och familjen Haliotididae. Inga underarter finns listade i Catalogue of Life.

## Bildgalleri

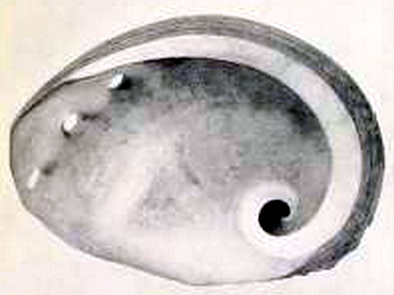